# Екатеринбургское реальное училище

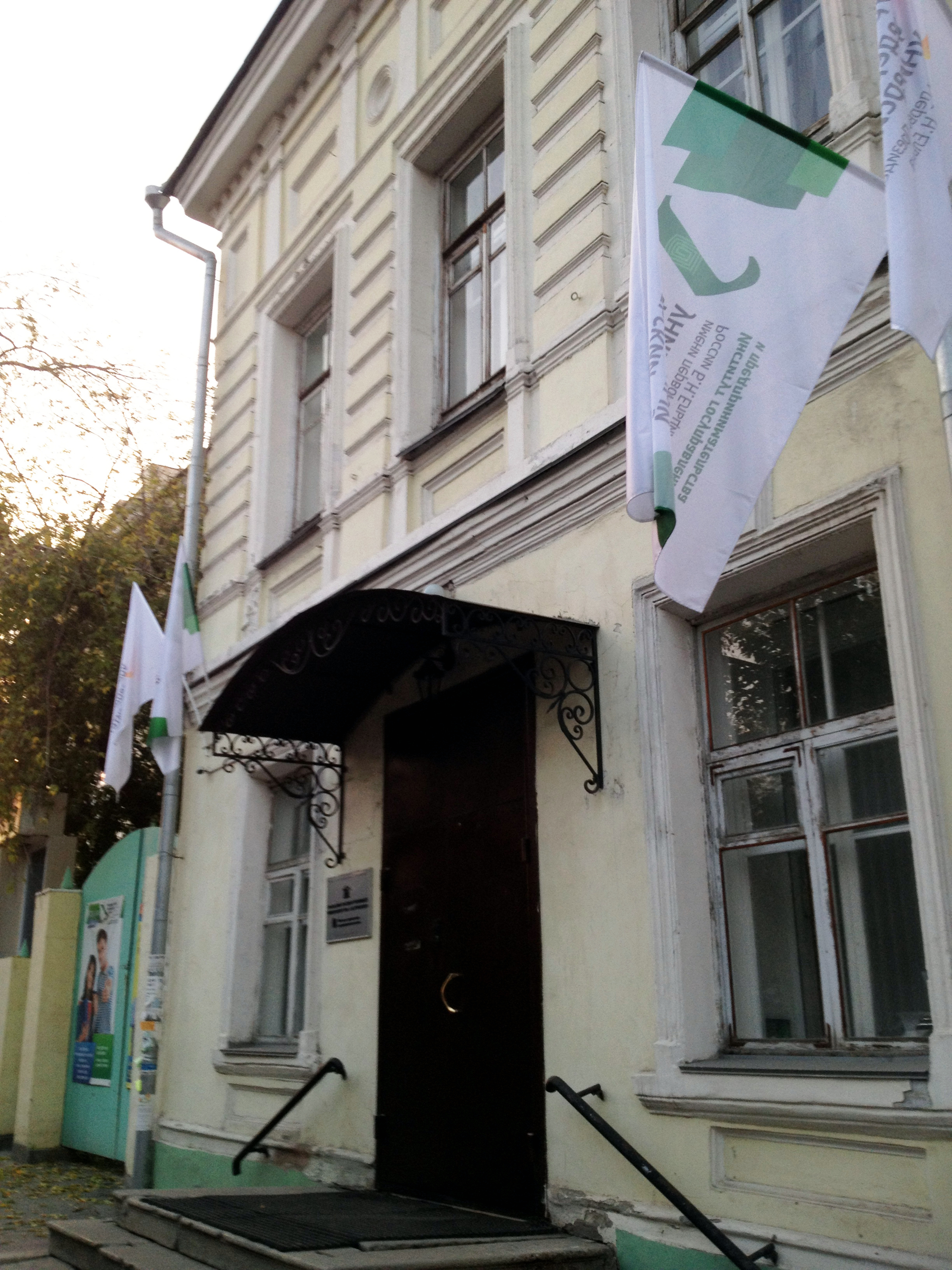
Вход в здание Алексеевского реального училища

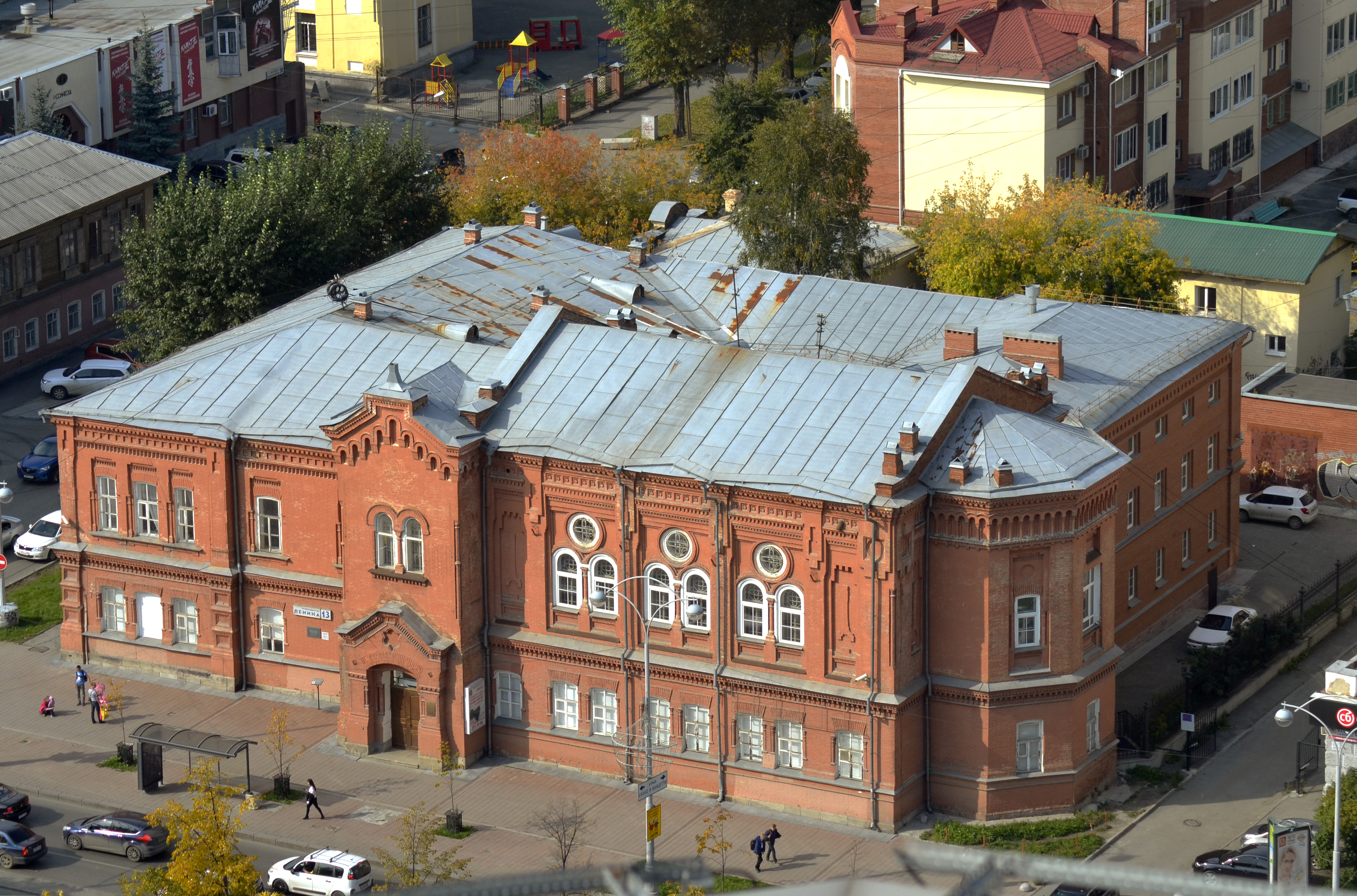
Здание пансиона и церкви Алексеевского реального училища

Екатеринбургское (Алексеевское) реальное училище — среднее учебное заведение в Екатеринбурге в 1873—1919 годах, призванное содействовать распространению так называемого реального образования, представлявшего собой тип общего среднего образования с практической направленностью.

## История
В 1872 году на заседании Екатеринбургской Думы городской голова В. А. Грамматчиков сделал доклад «о необходимости, пользе и возможности» организации училища. Гласные вынесли единодушное одобрение, но денег не дали, а решили прежде обратиться за материальной поддержкой в соседние уезды и к губернским властям. На призыв откликнулись только Пермское губернское, а также Екатеринбургское и Камышловское уездные земства, которые ассигновали средства на содержание училища. Кроме того, деньги пожертвовала владелица Верх-Исетского завода графиня Стенбок-Фермор (ежегодный взнос 500 рублей). В начале 1873 года Екатеринбургская городская Дума выделила на училище 6 тысяч рублей из прибылей Общественного банка. Также поступали добровольные пожертвования — кружок любителей устроил 5 благотворительных спектаклей и собрал 1248 рублей 42 копейки, ещё 1000 рублей поступило по подписным листам.
Собранные средства позволили запросить официальное разрешение на открытие нового учебного заведения. Позволение от управляющего Министерством народного просвещения получили в июне 1873 года. Одновременно с этим в июле 1873 года город посетил великий князь Алексей Александрович. 8 (20) июля 1873 года члены Распорядительного комитета по устройству училища поднесли великому князю кожаную тиснёную папку с прошением, в котором выражали намерение назвать открывающееся вскоре в городе реальное училище «Алексеевским». Алексей Александрович с удовольствием изъявил согласие, чтобы «имя его было связано с учреждением, столь полезным для края». Также Распорядительный комитет обратился ко всем участникам выставки, организованной для августейшей особы, с просьбой подарить свои экспонаты училищу для устройства собственного металлургического музея. Практически все частные горные заводы Екатеринбургского уезда ответили на просьбу согласием.
В полдень, 21 октября (2 ноября) 1873 года, епископ Екатеринбургский Вассиан при большом стечении народа совершил Господу Богу молебствие, по окончании которого благословил начало доброго дела — открытие в Екатеринбурге реального училища. Ученики приступили к занятиям 23 октября (4 ноября) 1873 года. Вначале оно помещалось «в наёмной квартире».
В первый класс по результатам испытаний принимались все желающие от 10 до 13 лет. Соискатели съезжались не только из ближних уездов, но и из Оренбурга, Уфы, Акмолинска, Тобольска и Семипалатинска. В реальном училище особо внимание уделяли обучению естественным наукам, при этом, в отличие от гимназий, в нём не изучали греческий и латинский языки. Екатеринбургские реалисты с увлечением занимались геометрией, решали трудные задачи «на конкурс», учили французский, до 12 ночи работали в физической лаборатории. В 1876 году был открыт седьмой дополнительный класс с механико-техническим отделением.
В 1873 году учащихся было 57 человек; на 1900 год — 398 человек; на 1909 год — 447 человек; на 1915 год — 423 человека. При училище действовало общество вспомоществования недостаточным ученикам.
Выпускники реального училища не имели права обучаться далее в университете, но могли продолжать образование в специальных технических и коммерческих вузах. После семи лет учёбы выпускники реального разъезжались в столицы, поступали в горный, технологический, телеграфный, лесной институты, Петровско-Разумовскую академию, Московское техническое училище. Возвращаясь, служили лесничими, управляющими рудников и приисков, механиками, инженерами железной дороги.
В 1880 году для него было построено собственное каменное двухэтажное здание (учебный корпус) на углу современных проспекта Ленина и улицы Маршала Жукова на средства Екатеринбургского уездного земства, а также на пожертвования частных лиц. На конец 1880-х годов в состав комплекса построек училища входили каменный двухэтажный дом, флигель, службы и баня. В 1890 году к зданию пристроили северное крыло (автор проекта и строители не установлены).
В 1897 году архитектору Ю. О. Дютелю поручили составить план и смету на церковь и пансионат для училища, и в 1898 году здание было возведено. В 1901 году на средства И. И. Симанова церковь была отделана, и 28 августа её освятили во имя Александра Невского.
В начале XX века в комплекс реального училища входили учебный корпус, церковь с пансионатом, флигель, службы, восточные и западные ворота и ограда. Между учебным корпусом и церковью с общежитием располагался сад. Он приходился на середину квартала, простираясь с юга на север.
Екатеринбургское Алексеевское реальное училище было упразднено в 1919 году.
В 1950-е годах на месте училищного сада выстроили многоэтажное здание. Позже были снесены и перестроены подсобные помещения. Утрачены сад, восточные и западные ворота. В настоящее время существуют учебный корпус, церковь с общежитием, флигель, служебная постройка и фрагмент западных ворот, примыкавший к общежитию.
В советское время, а также в конце 1990-х — начале 2000-х в здании учебного корпуса размещалась военная кафедра УрГУ. В настоящее время в этом здании Институт государственного управления и предпринимательства
Уральского федерального университета имени первого Президента России Б. Н. Ельцина.

## Руководители
- 1890—1898 — Стешин Николай Алексеевич
- 1899 — должность вакантна
- 1900—1904 — Степанов Александр Александрович
- 1905—1913 — Виктор Михайлович Гаврилов[4]
- 1914—1918 — Владимир Иванович Кирцендель (Кирцидель)[6]

## Известные преподаватели и выпускники
- См. Категория:Выпускники Екатеринбургского реального училища